# Shōnen Jack to Mahōtsukai
Shōnen Jack to Mahōtsukai (少年ジャックと魔法使い Shōnen Jakku to Mahōtsukai?, lit. El chico Jack y la bruja) es una película de aventuras de animación japonesa y la 10.ª producida por Tōei Animación (entonces Tōei Dōga), estrenada en Japón en 1967. Fue producida por Jirō Sekimasa, Seiichi Moro y Takeshi Ariga, escrita por Shin'ichi Sekizawa y Susumu Takaku y dirigida por Taiji Yabushita. 
La historia tiene influencias de cuentos del folclore inglés. El título provisional fue "Great Adventure in a Strange Land"). El director de animación es Akira Daikuhara.
Es uno de los títulos de Tōei Dōga en colaboración con American International Pictures. El doblaje al inglés fue dirigido por Peter Solmo y contó con la participación de Corinne Orr, (Speed Racer) quien le puso la voz a Allegra.

## Argumento
Jack es un chico que vive con sus amigos animales Barnaby el Oso, Dinah el Perro, Squeeker el Ratón y Phineas el zorro. Tiene un coche parecido a un Ford Modelo T y un día mientras está conduciendo Jack ve a una chica de piel azul, Allegra, que monta en una máquina voladora parecida a una escoba y le desafía a una carrera. Allegra es de hecho una bruja, y lleva a Jack al castillo de la reina de mal, Auriana, quién transforma niños en monstruos para ser sus esclavos. El ratón Squeeker es succionado por una máquina que le transforma en una harpía pero Jack escapa. Cuándo Allegra y otra harpía llamada Harvey persiguen a Jack, Harvey acaba haciéndose amigo de Barnaby el oso y los demás animales. Allegra los ve y por un momento parece recordar cuando era una niña normal. Aun así, cuándo Jack regresa a la casa intenta capturarle con una cuerda mágica. Allegra acaba estrellándose con su máquina voladora y Jack la lleva a su casa para que se recupere pero ella huye al castillo. Jack y sus amigos la siguen para rescatar a Squeeker y allí Allegra les tiende una trampa y acaban en el pozo donde está la máquina que transforma a los niños en monstruos. Cuando Jack está en peligro de ser succionado Barnaby El oso recuerda que un molino gigante hace funcionar la máquina, así que corre fuera y lo para. La bella e infame Reina Auriana castiga a Allegra por su fracaso y la arroja a las cuevas de hielo debajo del castillo. Harvey le dice a Jack que Allegra solo obedecía las órdenes de su reina, que ahora ha capturado también a sus amigos. Cuándo Jack rescata a Allegra de las cuevas de hielo, la reina les tiende otra trampa usando el poder de su bola de cristal. Los animales se dan cuenta de que los poderes de la reina provienen de esa bola de cristal y cuando consiguen romperla la reina pierde sus poderes y se transforma en una criatura grotesca. Jack y amigos persiguen la reina, que intenta huir en un globo, no sin antes dejarles una bomba como venganza. Afortunadamente Harvey la descubre y pone la bomba en el globo que acaba chocando contra el castillo, que es completamente destruido. Esto termina con la maldición y, uno por uno, todas las harpías vuelven a ser niños y Allegra vuelve a ser una niña.